# Patrick Sercu
Patrick Sercu (ur. 27 czerwca 1944 w Roeselare, zm. 19 kwietnia 2019) – belgijski kolarz torowy i szosowy, mistrz olimpijski oraz pięciokrotny medalista torowych mistrzostw świata.

## Kariera
Pierwszy sukces w karierze osiągnął w 1962 roku, kiedy został wicemistrzem kraju w madisonie. Dwa lata później wystąpił na torowych mistrzostwach świata w Liège, gdzie zwyciężył w sprincie indywidualnym amatorów. W tej samej konkurencji zajął piątą pozycję podczas igrzysk olimpijskich w Tokio, ale za to był najlepszy w wyścigu na 1 km. Od 1965 roku startował jako zawodowiec i jeszcze w tym roku zdobył srebrny medal w sprincie podczas mistrzostw w San Sebastián, ulegając jedynie Włochowi Giuseppe Beghetto. W swej koronnej konkurencji Sercu zwyciężył ponadto na mistrzostwach świata w Amsterdamie w 1967 roku i mistrzostwach w Antwerpii w 1969 roku, a na rozgrywanych w 1968 roku mistrzostwach świata w Rzymie był drugi za Beghetto. Wielokrotnie zdobywał medale torowych mistrzostw Belgii oraz stawał na podium zawodów cyklu Six Days. Startował także w wyścigach szosowych, wygrywając między innymi Giro di Sardegna (1970), Kampioenschap van Vlaanderen (1972), Omloop van het Houtland (1972), Driedaagse van West-Vlaanderen (1974 i 1975), Halle–Ingooigem (1974) oraz Kuurne-Bruksela-Kuurne (1977). Ponadto zwyciężył w klasyfikacji punktowej Tour de France 1974, wygrywając trzy etapy; trzy etapy wygrał również w Tour de France 1977, jednak całego wyścigu nie ukończył. Sercu wygrał także jedenaście etapów Giro d’Italia, przy czym w 1971 roku był drugi w klasyfikacji punktowej.
Jego ojciec Albert Sercu również był kolarzem.